# موجي غواكو
موجي غواكو هي مدينة، وبلدية في البرازيل، تتبع ساو باولو، بلغ عدد سكانها 124٬228  نسمة، في 2000، تبلغ مساحتها 812٫75 كيلومتر مربع، رمزها البريدي هو 13840-000 até 13856-999.

## الموقع
تشترك في الحدود مع:
- Aguaí [الإنجليزية]‏
- Mogi Mirim [الإنجليزية]‏.

## أعلام
- طارش كونا
- إيلي سابيا
- لويس كارلوس فيرنانديز
- كايو زامبيري